# Triazan
Triazan ist eine instabile chemische Verbindung aus der Gruppe der Stickstoffverbindungen und ist ein höheres Homolog des Hydrazins. Die Verbindung ist nur in Form von Derivaten bekannt.

## Gewinnung und Darstellung
Triazan kann durch Reaktion von  Ammoniak in einem Zeolith mit Silberbeschichtung gewonnen werden. Es kann in Form seines Hydrochlorids auch durch Reaktion von Hydrazin mit Chloramin in Ether gewonnen werden. Dieses ist aber instabil und zerfällt sofort.
{\displaystyle \mathrm {N_{2}H_{4}+NH_{2}Cl\longrightarrow N_{3}H_{5}\cdot HCl} }